# Ospedale Vasquez
L'ospedale Vasquez, si trova in una zona panoramica che sovrasta la periferia sud-ovest di Solarino

## Storia
Fu costruito tra il 1920 ed il 1926. La sua denominazione si deve alla volontà del donatore Francesco Vasquez Italia, ricco industriale emigrato in Argentina che volle costruire lo stabile a sue spese. Il Vasquez donò alla Congregazione di carità di Solarino (poi Ente comunale di assistenza) l'ospedale con il solo obiettivo «di venire in sollievo dei suoi concittadini e per onorare la memoria del defunto padre Giuseppe Vasques di cui lo stabile avrebbe portato il nome».
La costruzione in stile liberty sviluppata su due livelli, si basava su un progetto portato dal Vasquez direttamente dall'Argentina. La costruzione dell'opera venne affidata all'impresa fratelli Pataria di Siracusa. Al piano terra vi sono dieci vani con i servizi e la farmacia, al primo piano venti stanze con camerate per i degenti, numerosi servizi e le sale chirurgiche pronte all'uso. Davanti alla facciata del palazzo è presente un colonnato dorico sul quale poggia una terrazza panoramica.
L'ospedale Vasquez non ebbe però le fortune che si aspettava l'ideatore. Si sarebbe potuto utilizzare come ospedale periferico al servizio delle comunità ubicate attorno a Solarino così come prospettato dalle autorità locali dell'epoca allorché lanciarono l'idea di costituire un consorzio con i comuni di Floridia, Canicattini Bagni, Palazzolo Acreide, ma a causa dell'ostruzionismo politico, tale progetto non vide mai la luce. Il risultato fu che il suo ideatore e realizzatore, Francesco Vasquez disgustato e fortemente amareggiato per la fine che aveva fatto il suo nobile scopo, ruppe ogni rapporto con il suo paese natio e sospese l'invio dei finanziamenti che lo stesso aveva promesso per avviare con speditezza la gestione dell'ospedale. Abbandonato al suo destino, lo stabile venne utilizzato saltuariamente quale rifugio per profughi, per vaiolosi, come preventorio antitubercolare, consultorio per gestanti e neonati, sede di scuola media e di scuola materna, colonia estiva, ma mai come ospedale.
Durante l'ultimo conflitto mondiale fu sede della caserma-alloggio del nucleo antiparacadutisti di stanza a Solarino. Come tale venne bombardato e successivamente saccheggiato da vandali senza scrupoli. Solo recentemente è stato restaurato, modificandone la struttura originaria e lasciando intatto solo il frontespizio.

Negli ultimi tempi, è stato sporadicamente utilizzato per allestire delle mostre,  anche se, da alcuni anni, sono allo studio dei progetti per un suo eventuale uso come residenza sanitaria assistita.
Dal 19 aprile 2009 l'ex ospedale Vasquez è divenuto la sede sociale della locale sezione dell'AVIS, dell'associazione di volontariato Centro Ascolto San Paolo Apostolo che aderisce all'ANPAS, del Gruppo Comunale dei Volontari della Protezione Civile e del corpo bandistico comunale.

## Superstizioni
L'edificio in questione, secondo alcune credenze superstiziose della gente del luogo, sarebbe teatro di fenomeni paranormali. Si racconta, infatti, dell'apparizione di misteriose presenze: strane sagome color bianco alle finestre, barelle fantasma, e due spettri, quello di una dottoressa e quello di un soldato, i quali sparirebbero nel nulla dopo essersi baciati.